# Paphies ventricosa
Espèce

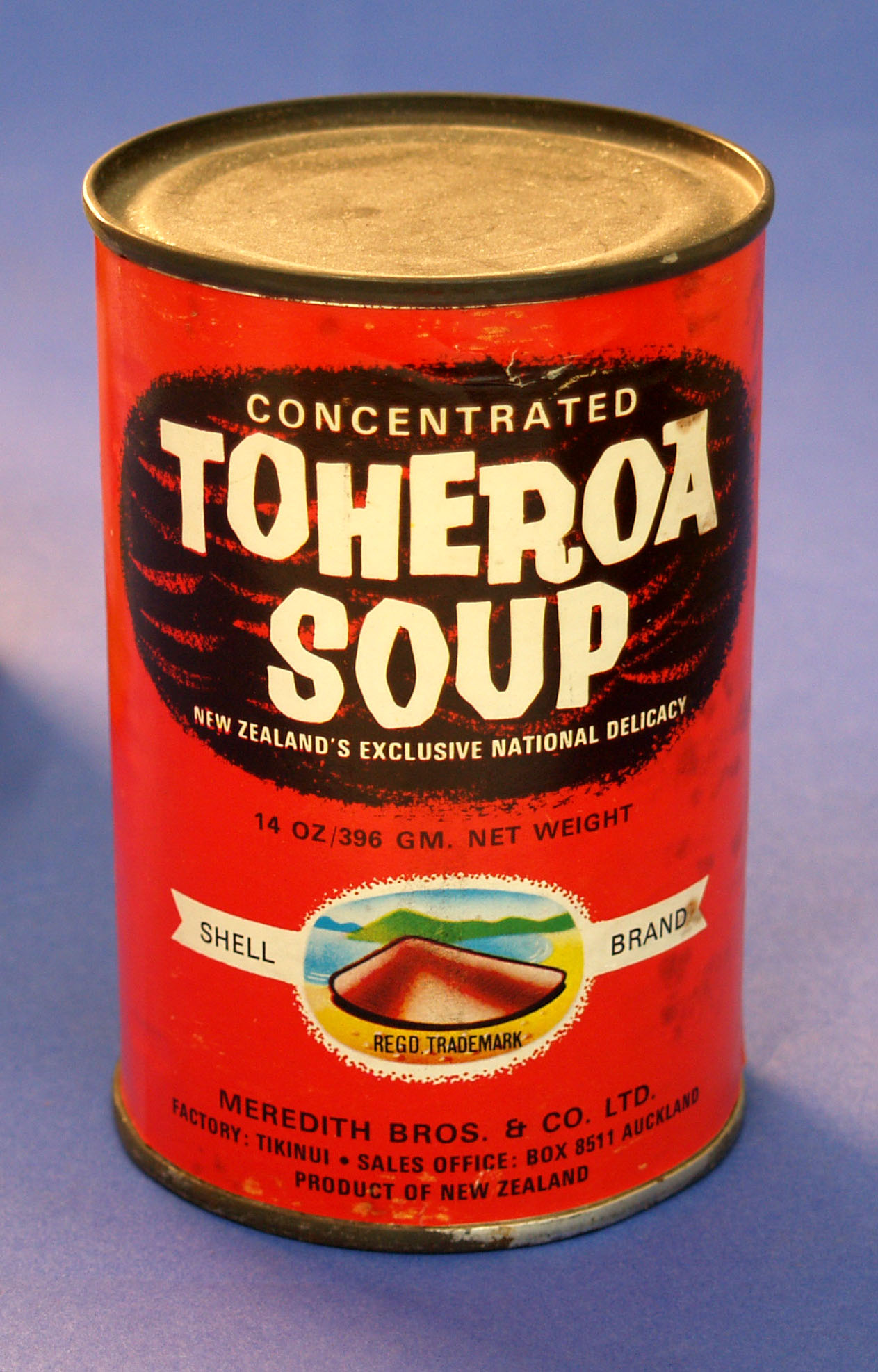
soupe de toheroa concentrée en conserve, image fournie par le musée d'Auckland.

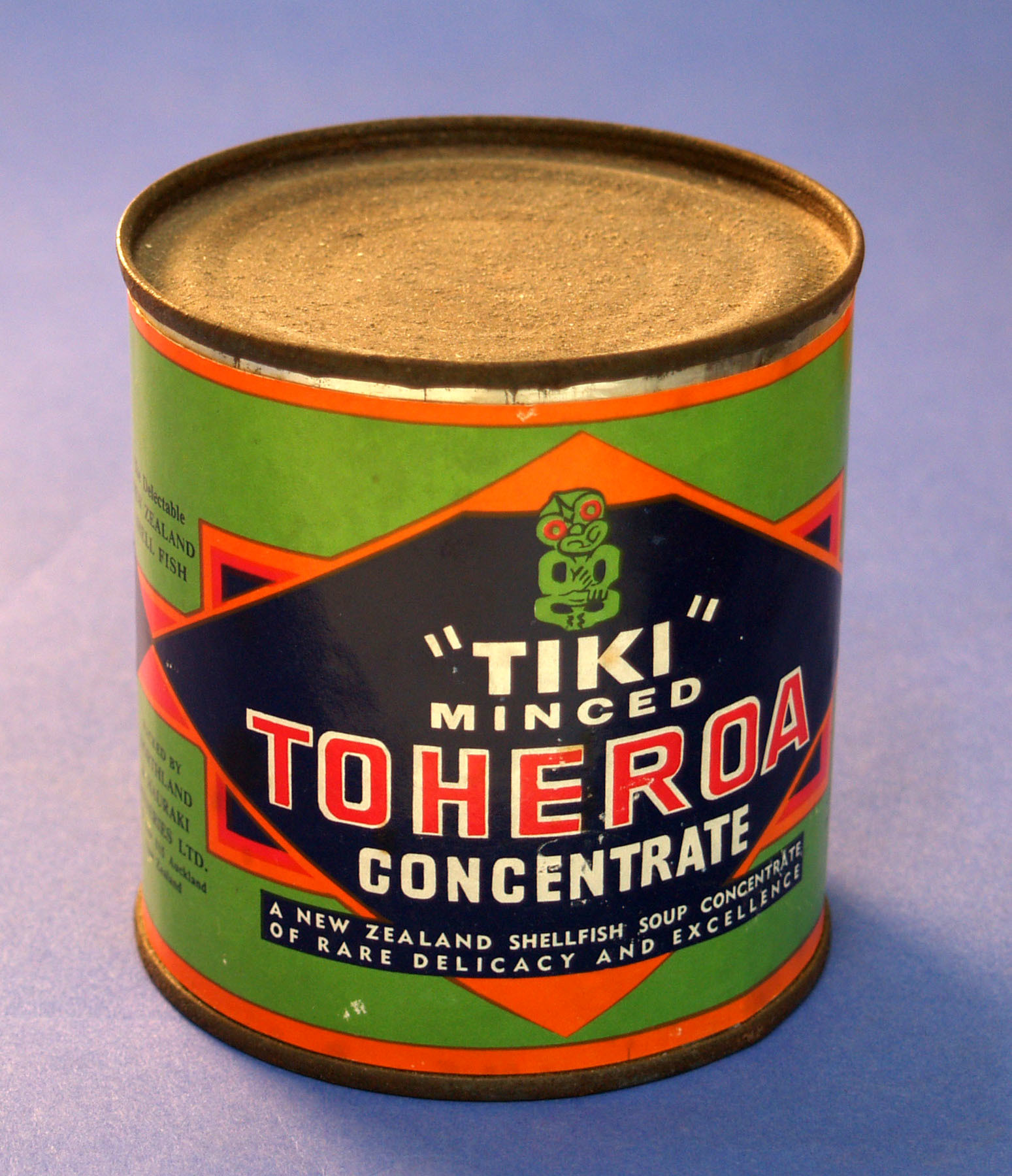
toheroa haché concentré en conserve.

Paphies ventricosa, le Toheroa (« longue langue » en maori), est une espèce de mollusques bivalves marins de la famille des Mesodesmatidae endémique à la Nouvelle-Zélande.

## Distribution
On peut les trouver sur l'Île du Nord ainsi que sur l'Île du Sud mais son habitat de prédilection se situe sur la côte ouest de l'île du Nord. La baie d'Ahipara était notamment autrefois bien connue pour sa récolte mais la pêche est désormais interdite en raison de leur quasi-extinction. Depuis 2013, le ministère de l'agriculture autorise un seul jour par an pour la pêche sur la plage d'Oreti. La collecte en dehors de cette période et de cet endroit est formellement interdite.

## Description
L'espèce est décrite pour la première fois en 1843 par John Edward Gray. Le toheroa est un très gros mollusque avec une coquille blanche solide et allongée avec le sommet au milieu.

## Paphies ventricosaet l'Humain
Le toheroa était l'un des aliments de base des maoris. Selon un article du magazine Australian Woman's Mirror (en), ils faisaient bouillir le mollusque, puis séparaient le corps de la coquille et le faisaient sécher. Le toheroa devenait aussi dur qu'un morceau de viande séchée telle que le biltong et pouvait également être découpé en petits morceaux. Il servait également pour le commerce. 
Vanessa Taikato, une biologiste marine néo-zélandaise de l'Université de Waikato a montré que les maoris transportaient les toheroas dans des Pōhās (en), des sacs construits avec des algues brunes.
Le toheroa est depuis longtemps un fruit de mer populaire, souvent transformé en une soupe verte, pour laquelle il a eu une réputation internationale dans les années 1900. Le mollusque est alors victime de la surpêche. Entre les années 1928 et 1969, les usines de la région de Northland ont mis en conserve environ vingt tonnes de toheroa par an. 1940, représente l'année record de mise en converse avec 77 tonnes. La pêche commerciale cesse en 1969 et la pêche récréative s'arrête entre 1971 et 1980 selon les régions.
Selon des études scientifiques, le climat, les changements des conditions terrestres et maritimes, la prédation et les interférences humaines jouent peut-être tous un rôle dans le déclin de la population des toheroas,.

## Dans la culture populaire
David Hollis, un auteur-compositeur-interprète néo-zélandais, a écrit une chanson pour enfants sur le mollusque nommé Toheroa Twist, sortie en 1979.